# Hjernevask
Hjernevask (hrv. Pranje mozga) naziv je norveške popularno-znanstvene dokumentarne serije koja je emitirana na norveškoj televiziji 2010. godine.
Autori serije su Haralda Eie i Olea Martina Ihlea. Serija se sastoji od sedam epizoda koje sadrže intervjue s norveškim i stranim znanstvenicima koji imaju različita stajališta.
Ihle je izjavio da je u početku planirao napraviti TV emisiju o biologiji, ali ga je kontroverzni bestseler Blank Slate od Stevena Pinkera uvjerio da "istraži biološke osnove za razlike među spolovima. Eia je nagrađen nagradom Fritt Ord.
Serija je potaknula žestoke rasprave u norveškoj javnosti o rodnoj ideologiji. U seriji eminentni znanstvenici iz Norveške i svijeta pobijaju osnovne teze zagovornika rodne ideologije. Kao rezultat, Nordijski rodni institut je zatvoren.
Harald Eia je otvorio pitanje "paradoks ravnopravnosti" u Norveškoj − kontradikcija između desetljećima službenog spolno neutralnog obrazovanja i činjenice da je i dalje u pojedinim strukama (npr. inženjeri) gotovo isključivo rade muškarci, dok su žene zastupljene uglavnom u strukama njege.

## Epizode
Producenti su odlučili da serija izričito bude dostupna internetski.
| broj epizode | epizoda | Naslov                          | Sudionici | Emitirano         |
| --- | ------- | ------------------------------- | --- | ----------------- |
| 1 | 1       | Paradoks ravnopravnosti spolova | Anniken Huitfeldt, Jørgen Lorentzen, Cathrine Egeland, Camilla Schreiner, Simon Baron-Cohen, Richard Lippa, Anne Campbell, Trond Diseth | 1. ožujka 2010.   |
| Zašto su djevojke sklone ići u empatična zanimanja, a dječaci u sustavna zanimanja? Zašto tržište rada postaje sve više rodno segregirano što je zemlja u većem ekonomskom prosperitetu? |         |                                 | |                   |
| |         |                                 | |                   |
| 2 | 2       | Roditeljski utjecaj             | Gudmund Hernes, Willy Pedersen, Judith Rich Harris, Hans Olav Tungesvik, Robert Plomin | 8. ožujka 2010.   |
| Koliko utjecaja roditelji stvarno imaju na svoju djecu? Koji stupanj inteligencije je naslijeđen?                                                                                        |         |                                 | |                   |
| |         |                                 | |                   |
| 3 | 3       | Homoseksualan/Heteroseksualan   | Sturla Berg Johansen, Thomas Folkestad, Jørgen Lorentzen, Agnes Bolsø, Nils Axel Nissen, Gerulf Rieger, Ricard Lippa, Simon LeVay, Arve Sørum, Glenn Wilson | 15. ožujka 2010.  |
| U kojoj mjeri je urođena seksualna orijentacija? Postoje li razlike između heteroseksualnih i homoseksualnih mozgova? Je li homoseksualnost rezultat izbora ili je to urođeno?           |         |                                 | |                   |
| |         |                                 | |                   |
| 4 | 4       | Nasilje                         | Hedda Giertsen, Richard Nisbett, Erling Sandmo, Ingvild Forbord, Marit Clementz, Steven Pinker, Ragnhild Bjørnebekk, Inger Lise Lien, David Buss | 22. ožujka 2010.  |
| Jesu li ljudi iz nekih kultura agresivniji od drugih? |         |                                 | |                   |
| |         |                                 | |                   |
| 5 | 5       | Seks                            | Willy Pedersen, Jørgen Lorentzen, Leif Edward Kennair, Anne Campbell, Gro Isachsen, Martine Aurdal, Richard Lippa, David Buss | 5. travnja 2010   |
| Ima li bioloških razloga da muškarci imaju veću tendenciju želje za seksom bez obaveza nego žene?                                                                                        |         |                                 | |                   |
| |         |                                 | |                   |
| 6 | 6       | Rasa                            | Trond Thorbjørnsen, Knut Olav Åmås, Cathrine Sandnes, Charles Murray, Richard Nisbett, Richard Lynn. | 12. travnja 2010. |
| Postoje li značajne genetske razlike između različitih naroda? |         |                                 | |                   |
| |         |                                 | |                   |
| 7 | 7       | Priroda ili odgoj               | Jørgen Lorentzen, Knut Olav Åmås, Agnes Bolsø, Trond H. Diseth, Nils Axel Nissen, Martine Aurdal, Hedda Giertsen, Cathrine Egeland, Tom Colbjørnsen, Simon Baron-Cohen, Steven Pinker, Leif Edward Ottesen Kennair, Philip Skau, Vigdis Bunkholdt, Simon LeVay. | 19. travnja 2010. |
| Je li osobnost stečena ili naslijeđena? |         |                                 | |                   |